# Ljungarums distrikt
Ljungarums distrikt är ett distrikt i Jönköpings kommun och Jönköpings län. 
Distriktet ligger i sydvästra delen av Jönköping. 

## Tidigare administrativ tillhörighet
Distriktet inrättades 2016 och utgörs av en del av området som till 1971 utgjorde Jönköpings stad, delen som före 1910 utgjorde Ljungarums socken.
Området motsvarar den omfattning Ljungarums församling hade vid årsskiftet 1999/2000.